# Макмонэгл, Доналд Рей
До́налд Рей Макмо́нэгл (англ. Donald Ray 'Don' McMonagle; род. 1952) — астронавт НАСА. Совершил три космических полёта на шаттлах: STS-39 (1991, «Дискавери»), STS-54 (1993, «Индевор») и STS-66 (1994, «Атлантис»), полковник ВВС США.

## Личные данные и образование

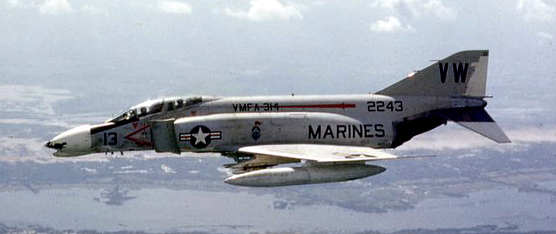
Самолёт F-4 Phantom II в полёте.

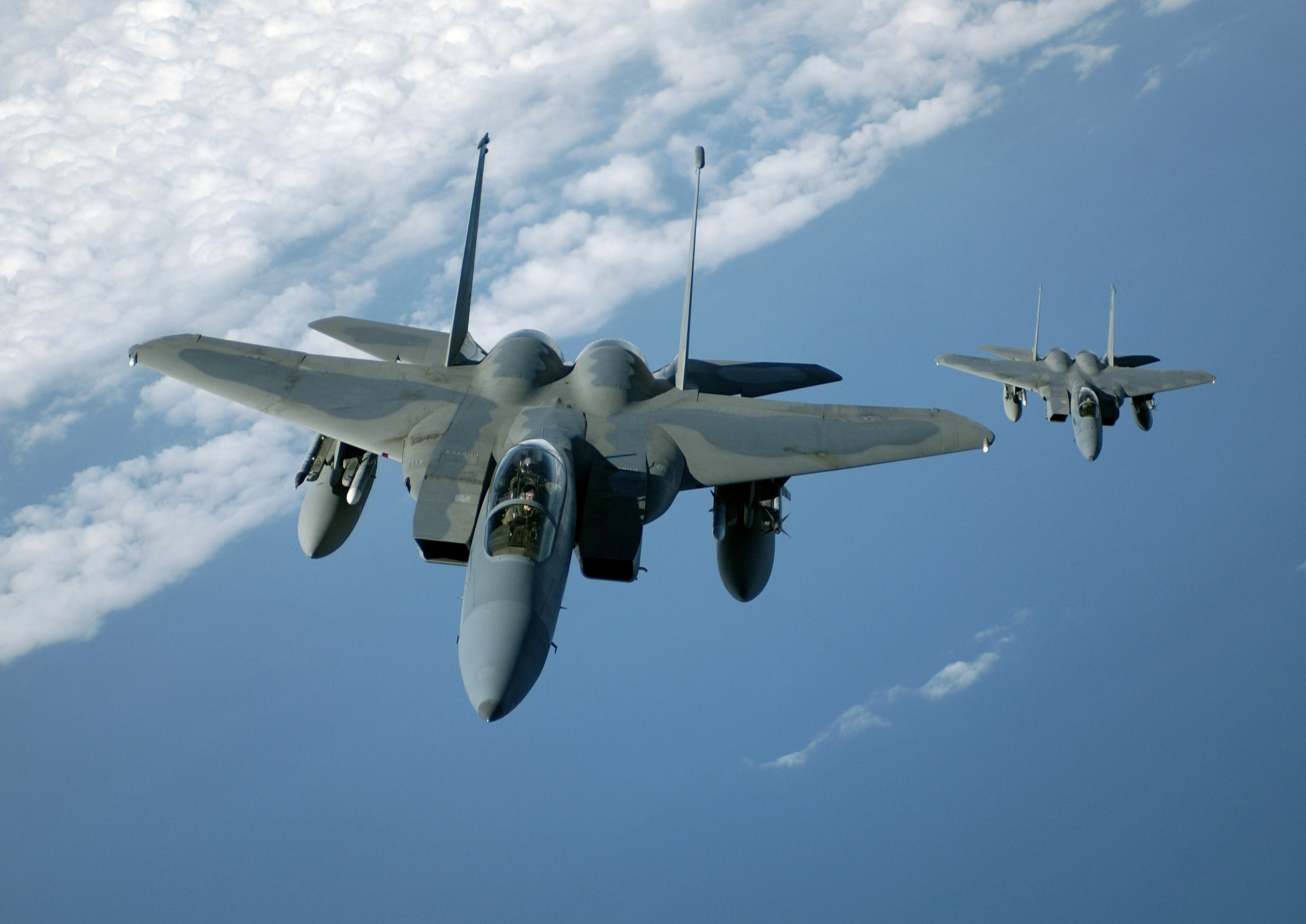
Самолёт F-15 в полёте.

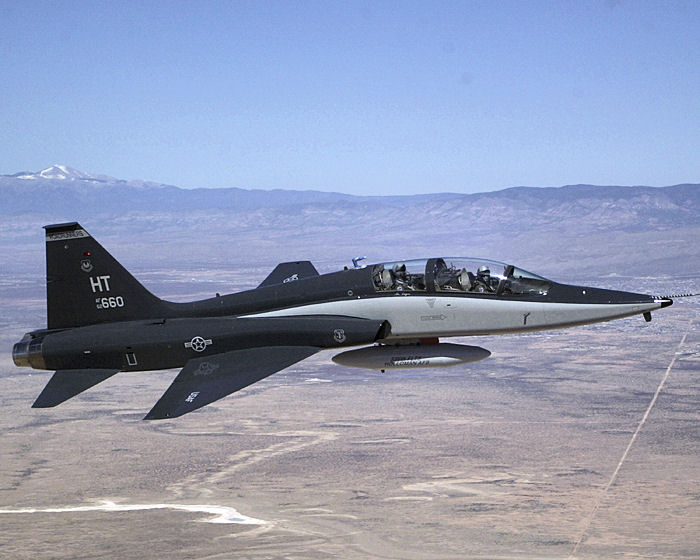
Самолёт T-38 Talon в полёте.

Доналд Макмонэгл родился 14 мая 1952 года в городе Флинт, штат Мичиган, где в 1970 году окончил среднюю школу. В 1974 году получил степень бакалавра наук в области авиационной и космической техники в Академии ВВС США. В 1985 году получил степень магистра наук в области машиностроения в Университете штата Калифорния во Фресно.
Жена — Джэнис Мортон из Финикса, штат Аризона. У них двое детей: дочь Хитер Николь (род. 7 октября 1989 года) и сын Келси Даун (род. 18 июня 1992 года). Его родители, Джозеф и Джевел Макмонэгл, проживают в Де Леон-Спрингс, штат Флорида. Её родители, Джеймс и Джин Мортон, проживают в Финиксе. Увлекается: теннис, бадминтон, лыжи, подводное плавание, пилотирование лёгких самолётов..

## До НАСА
В 1975 году Макмонэгл окончил обучение в Школе пилотов на авиабазе в Коламбусе, штат Миссисипи. После обучения и стажировки пилотирования самолёта F-4 на авиабазе «Хоумстэд», штат Флорида, на один год был командирован на авиабазу «Кансан», в Южная Корея. В 1977 году вернулся в США на авиабазу «Холломэн», в Нью-Мексико. Находясь там, прошёл переподготовку с F-4 на F-15. В 1979 году был переведён на авиабазу «Лак», штат Аризона, в качестве лётчика-инструктора на F-15. В 1981 году он поступил в Школу лётчиков-испытателей ВВС США, на авиабазе Эдвардс, в Калифорнии. Был лучшим выпускником в своем классе. С 1982 по 1985 год, был оперативным офицером пилотного проекта по испытанию самолёта F-16. Это был совместный проект ВВС-НАСА, лётные испытания проводились на авиабазе Эдвардс, в Калифорнии. С 1985 по 1986 год прошёл обучение в Колледже персонала Командования ВВС на авиабазе «Максвелл», штат Алабама. Был распределён на авиабазу Эдвардс, там узнал, что приглашён в НАСА. Имеет более чем 5 000 часов налёта на различных самолётах, в первую очередь на T-38, F-4, F-15 и F-16.

## Подготовка к космическим полётам
В 1985 году принимал участие в 11-м наборе в отряд астронавтов НАСА. Был вызван в Хьюстон на медицинское обследование. В августе 1987 года был зачислен в отряд НАСА в составе 12-го набора, кандидатом в астронавты. Стал проходить обучение по курсу Общекосмической подготовки (ОКП) с июня 1987 года. По окончании курса, в августе 1988 года, получил квалификацию «специалист полёта» и назначение в Офис астронавтов НАСА. В июле 1989 года был направлен в Центр управления полётами и работал оператором связи с экипажами.

## Полёты в космос
- Первый полёт — STS-39[3], шаттл «Дискавери». C 28 апреля по 5 мая 1991 года в качестве «специалиста полёта». Основная задача полёта — проведение экспериментов по заказу Министерства обороны США, в частности по программе AFP-675 (англ. Air Force Program-675)[4]. Продолжительность полёта составила 8 суток 7 часов 23 минуты[5].
- Второй полёт — STS-54[6], шаттл «Индевор». C 13 по 19 января 1993 года в качестве «пилота». Основная цель полёта — вывод на орбиту спутника-ретранслятора TDRS-F[7]. Продолжительность полёта составила 5 дней 23 часа 39 минут.[8].
- Третий полёт — STS-66[9], шаттл «Атлантис». C 3 по 14 ноября 1994 года в качестве «командира корабля». К основным заданиям миссии STS-66 относится исследование состояния окружающей среды. На шаттле была установлена научно-прикладная лаборатория по изучению атмосферы ATLAS-03 (англ. Atmospheric Laboratory for Applications and Sciences, 3-й полёт лаборатории). Приборы лаборатории провели глобальное измерение температур в мезосфере и концентраций малых примесей, исследование взаимодействия солнечного излучения с отдельными химическими компонентами в термосфере. Важным дополнением к данным лаборатории послужили результаты исследования нижней и средней термосферы приборами отделяемого спутника CRISTA-SPAS Продолжительность полёта составила 9 дней 19 часов 23 минуты[10].

Общая продолжительность полётов в космос — 25 дней 5 часов 37 минут.

## После полётов
15 августа 1997 года был назначен руководителем стартовых операций в Космическом Центре имени Кеннеди, штат Флорида.

## Награды и премии
Награждён: Медаль «За космический полёт» (1991, 1993 и 1994), Воздушная медаль (США), Медаль похвальной службы (США), Медаль «За похвальную службу» (США), Крест лётных заслуг (США), Медаль «За исключительные заслуги», Медаль «За выдающееся лидерство» и многие другие.